# Alan Kennedy
Alan Kennedy (nació el 31 de agosto de 1954, Sunderland, Inglaterra) es un exfutbolista inglés que se desempeñó por jugar de defensa en el sector izquierdo. Jugó profesionalmente en grandes ligas como Inglaterra, Dinamarca, Bélgica y Gales. Kennedy ha participado en más de 500 partidos durante su carrera que duró 22 años. También jugó en la selección mayor de Inglaterra.
Es tío del actual futbolista inglés Tom Kennedy.

## Carrera
Alan Kennedy, nacido en Sunderland, debutó como profesional en el año 1972 en el club inglés Newcastle United en el cual jugó 158 partidos y anotó 9 goles, estuvo allí hasta 1978. El club más importante en el que ha jugado fue el Liverpool, jugando 251 partidos y anotando 15 goles. También ha jugado en clubes de Dinamarca, Bélgica, Gales y obviamente Inglaterra.
Kennedy ha sido reconocido por ser el primer futbolista en marcar el gol de la victoria en dos finales de la Copas de Europa, en los años 1981 frente al Real Madrid y en 1984 en tanda de penaltis frente a la Roma.

## Clubes
| Club               | País                  | Años        | Partidos | Goles |
| ------------------ | --------------------- | ----------- | -------- | ----- |
| Newcastle United   | Bandera de Inglaterra | 1972 - 1978 | 158      | 9     |
| Liverpool FC       | Bandera de Inglaterra | 1978 - 1986 | 251      | 15    |
| Sunderland AFC     | Bandera de Inglaterra | 1986 - 1987 | 54       | 2     |
| Wigan Athletic     | Bandera de Inglaterra | 1987        | 22       | 0     |
| Hartlepool United  | Bandera de Inglaterra | 1987        | 5        | 0     |
| Boldklubben 1903   | Bandera de Dinamarca  | 1987        |          |       |
| K Beerschot VAC    | Bandera de Bélgica    | 1988        |          |       |
| Northwich Victoria | Bandera de Inglaterra | 1988 - 1989 |          |       |
| Wrexham            | Bandera de Gales      | 1989 - 1990 | 16       | 0     |
| Colne Dynamoes     | Bandera de Inglaterra | 1990        |          |       |
| Morecambe          | Bandera de Inglaterra | 1990 - 1991 |          |       |
| Kendal Town        | Bandera de Inglaterra | 1991 - 1992 |          |       |
| Radcliffe Borough  | Bandera de Inglaterra | 1992 - 1993 |          |       |
| Barrow             | Bandera de Inglaterra | 1993 - 1994 |          |       |

## Palmarés

### Campeonatos nacionales
| Título                         | Club             | País       | Año  |
| ------------------------------ | ---------------- | ---------- | ---- |
| Copa Texaco                    | Newcastle United | Inglaterra | 1975 |
| Football League First Division | Liverpool FC     | Inglaterra | 1979 |
| Football League First Division | Liverpool FC     | Inglaterra | 1980 |
| Football League First Division | Liverpool FC     | Inglaterra | 1982 |
| Football League First Division | Liverpool FC     | Inglaterra | 1983 |
| Football League First Division | Liverpool FC     | Inglaterra | 1984 |
| Football League Cup            | Liverpool FC     | Inglaterra | 1981 |
| Football League Cup            | Liverpool FC     | Inglaterra | 1982 |
| Football League Cup            | Liverpool FC     | Inglaterra | 1983 |
| Football League Cup            | Liverpool FC     | Inglaterra | 1984 |
| Charity Shield                 | Liverpool FC     | Inglaterra | 1979 |
| Charity Shield                 | Liverpool FC     | Inglaterra | 1980 |
| Charity Shield                 | Liverpool FC     | Inglaterra | 1982 |

### Campeonatos internacionales
| Título         | Equipo       | País    | Año  |
| -------------- | ------------ | ------- | ---- |
| Copa de Europa | Liverpool FC | Francia | 1981 |
| Copa de Europa | Liverpool FC | Italia  | 1984 |